# 羊·崽
是一部于2021年上映的民俗恐怖電影，由冰岛、瑞典和波兰三国合拍，瓦尔迪马尔·约翰松执导兼与松共同编剧，劳米·拉佩斯主演，拉佩斯和陶尔·贝洛担任执行制片人。影片由A24于2021年10月8日上映，为冰岛角逐第94届奥斯卡金像奖最佳國際影片的作品。

## 梗概
在冰岛，一个呼吸很响的不明物体出现在谷仓，惊动了里头的马匹。后来，农妇玛丽亚和丈夫英格瓦意外发现有只母羊生下一头人羊杂交种。
玛丽亚将杂种视如己出，给用难产孩子爱达的名字给它取名。爱达的生母不断滋扰夫妇俩，不断联系爱达，在夫妇俩的家外面徘徊。爱达不久后失踪，被发现时在生母旁边。玛丽亚开枪打死爱达的生母，将羊体埋进浅坑，刚到农舍的英格瓦弟弟彼得在睡前目击了整件事。
彼得挑逗独自在家的玛丽亚，爱达的出现让他觉得很不是滋味，一直安慰自己“它是动物，不是孩子”。英格瓦说现在生活给他们俩带来“快乐”。彼得对夫妇俩诡异地依恋爱达深感不安，日渐愤怒，一天清早趁众人还在睡梦中，带爱达散步，打算开枪打死她，最终不忍心下手。后来他和爱达睡在一起，睡得很沉，人变得像爱达的叔叔一样。
一天晚上，玛丽亚、彼得和英格瓦喝得醉醺醺，艾达在谷仓看到先前的不明物体。不明物体拿起枪，杀掉了家里的狗。趁英格瓦醉酒上床睡觉，彼得再一次勾引玛丽亚，玛丽亚拒绝，彼得就说看到她杀死爱达的妈妈，如果不跟自己发生性关系，就会把事情告诉爱达。玛丽亚故意勾引彼得，借此把他锁进衣橱，用钢琴声掩盖他的哭声。第二天早上，玛丽亚载他去公交站，让他回家。英格瓦醒来时发现玛丽亚和彼得不在，带着爱达去修先前被彼得骑坏的拖拉机。回家时，变成公羊与人杂种不明物体出现，开枪打中英格瓦的脖子，随后带着泪流满面的艾达走向荒野。
玛丽亚回到家，看到英格瓦和艾达不在，赶紧寻找两人，最终找到英格瓦的遗体，对丈夫逝去和艾达离开伤心欲绝。失魂落魄之下，玛丽亚在荒野中游荡。只见她面对着镜头，闭上了噙满泪水的眼睛。

## 阵容
- 劳米·拉佩斯 饰 玛丽亚（María）
- 希尔米尔·斯奈尔·古德纳森（英语：Hilmir Snaer Gudnason） 饰 英格瓦（Ingvar）
- 比约恩·西鲁·哈瑞森（英语：Björn Hlynur Haraldsson） 饰 彼得（Pétur）
- 英格瓦·艾格特·西古兹松（英语：Ingvar Eggert Sigurðsson）

## 制作
2019年2月，消息指劳米·拉佩斯和希尔米尔·斯奈尔·古德纳森一同加入影片演出阵容，瓦尔迪马尔·约翰松出任导演并与松共同编剧。

## 发行
2020年6月，消息指新欧洲电影销售负责影片在欧洲各地的版权销售，拉美（除墨西哥）、土耳其、印度、英国和爱尔兰的发行版权则由MUBI取得。2021年7月，A24买下影片北美发行权，定于2021年10月8日在美国上映。
2021年6月4日，影片获选为第74屆坎城影展“一種注目”单元竞赛片，7月13日在戛纳电影节首映。

## 评价

### 票房
在北美地区，影片于583家影院放映，首日票房100万美元，为冰岛电影在美国的最佳开画成绩。

### 专业评价
烂番茄收录116条评论，打出84%的新鲜度，平均得分7/10。网站共识写道：“《羊懼》富有非常黑暗的想象力，在一对主角令人瞩目的表演之下，将故事演得活灵活现，用毛茸茸的异常诡异之物，打破大众的期待。”Metacritic收录28条评论，打出平均分69/100，表示“普遍好评”。